# 海鮮醬

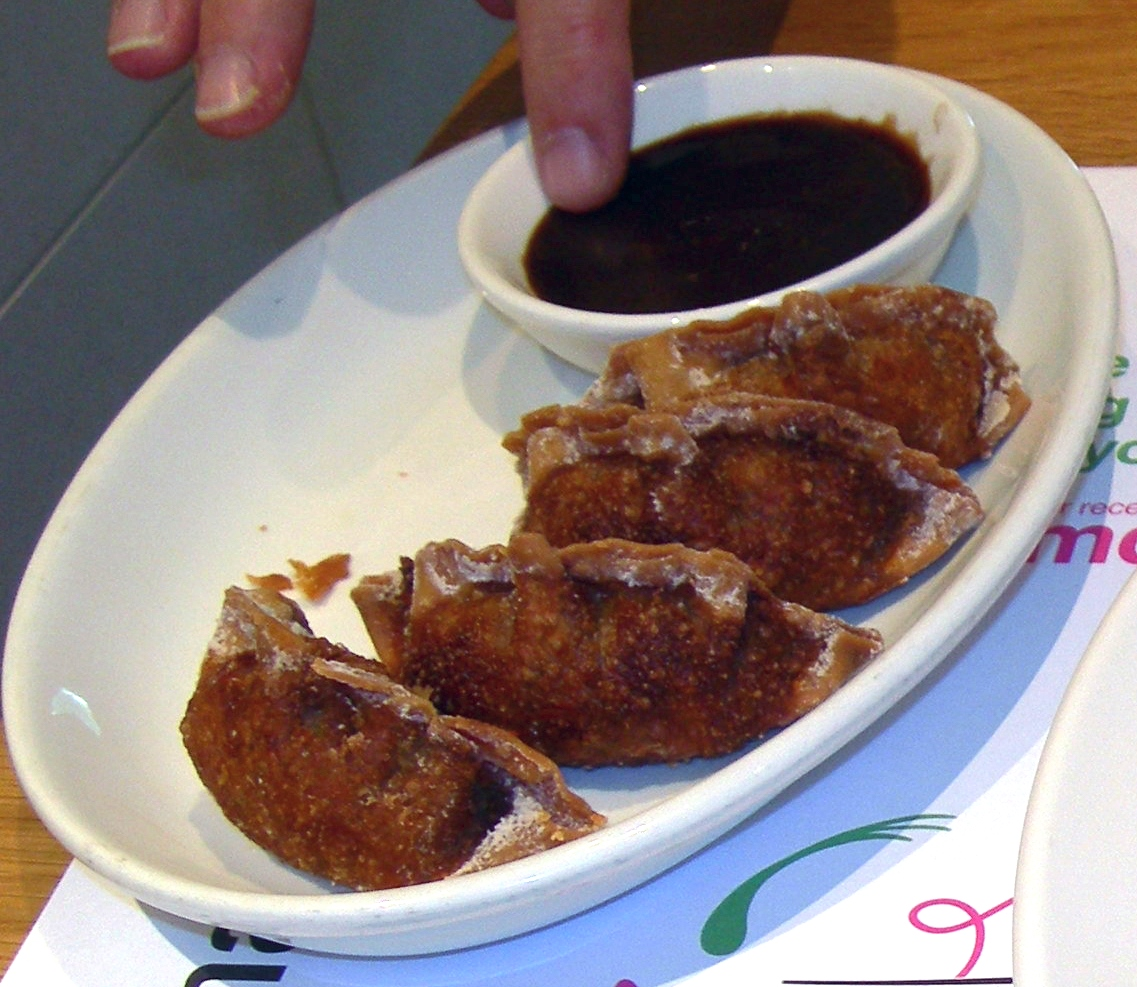
海鮮醬與饺子

海鮮醬是中國粵菜的一種醬料，與甜麵醬一樣都是以麵粉、黃豆釀製，但加入了蒜、辣椒等香料。海鮮醬雖以海鮮為名，卻無海鮮成份，也甚少與海鮮食用。在香港，海鮮醬通常用作蘸點街頭小食、乳豬或北京填鴨。
南洋及东南亚华人聚集区也有類似海鮮醬的醬料。